# Агнос, Арт
А́ртур Крист «Арт» А́гнос (англ. Arthur Christ «Art» Agnos; род. 1 сентября 1938, Спрингфилд, Массачусетс, США) — американский политик-демократ, 39-й мэр Сан-Франциско (1988—1992) и региональный глава министерства жилищного строительства и городского развития США (1993—2001). Второй после Джорджа Кристофера мэр Сан-Франциско греческого происхождения.

## Биография
Родился 1 сентября 1938 года в Спрингфилде (Массачусетс, США) в бедной семье греков Криса и Мэри Агносов. Имеет сестру Айрин Агнос, занимавшую пост помощницы вице-канцлера Калифорнийского университета в Сан-Франциско.
Окончил Бэйтс-колледж со степенью бакалавра гуманитарных наук и Университет штата Флорида со степенью магистра в области социальной деятельности.
В 1966 году переехал в Сан-Франциско (Калифорния), где занял должность социального работника в городском жилищном управлении.
13 декабря 1973 года, будучи на тот момент советником объединённого комитета по делам стареющего населения Легислатуры штата Калифорния, принимал участие в собрании в нейборхуде Потреро-Хилл, с преимущественно чернокожим населением, где обсуждался вопрос строительства местной финансируемой государством поликлиники. Когда встреча закончилась, некий мужчина дважды выстрелил Агносу в спину с близкого расстояния, когда он разговаривал с двумя женщинами на обочине. В тот день он стал одной из двух жертв стрельбы в целой серии нападений, известной как серийные убийства «Зебра». Оплачиваемые убийства белых людей осуществлялись членами организации, являвшейся ответвлением «Нации ислама». Несмотря на тяжёлое ранение, Агносу удалось выжить.
В январе 1968 года по приглашению Лео Маккарти, бывшего тогда членом Ассамблеи штата Калифорния, стал сотрудником его команды. В 1974 году Маккарти, избранный спикером Ассамблеи, назначил Агноса главой своей администрации. В этот период Агнос способствовал получению первого в истории Калифорнии государственного финансирования общинных служб по охране психического здоровья, направленных на оказание услуг сообществу геев и лесбиянок, принятию реформы преобразования лечебниц для ухода за престарелыми людьми и инвалидами, а также занимался вопросами сохранения сельскохозяйственных земельных участков.
В 1976 году избран в Ассамблею штата Калифорния, одержав победу над Харви Милком в праймериз. Был председателем объединенённого комитета по ревизии законодательства, подкомитета по вопросам здравоохранения при комитетете по методам и средствам, а также сопредседателем объединённого комитета по вопросам беженцев из Юго-Восточной Азии.
Агнос был автором законопроектов, получивших государственное внимание благодаря своему новаторскому подходу к проблемам в сферах здравоохранения, социального обеспечения, гражданских прав и др. Он является автором модели реформы системы социального обеспечения в Калифорнии «GAIN», обеспечивающей учёт должностных требований и финансирование профессиональной подготовки, образования, а также заботы о детях. Агнос также является автором ответных мер Калифорнии на эпидемию ВИЧ/СПИД при непосредственном взаимодействии с начальником медицинского управления США Ч. Эвереттом Купом и лауреатом Нобелевской премии по физиологии и медицине Дейвидом Балтимором. И хотя Агнос организовал первую в стране совместную сессию законодательного собрания по эпидемии ВИЧ/СПИД с Купом и Балтимором, комплексный подход к борьбе с эпидемией не получил большинство голосов, когда губернатор не смог поддержать эту меру. С тех пор практически все положения предложений Агноса становились законами и политикой Калифорнии. Ему принадлежит авторство законов по обеспечению поддержки семейных попечителей, удовлетворительных выплат алиментов на детей, гарантий защиты от повреждения мозга на боксёрском ринге, а также законопроекта о запрете дискриминации по признаку сексуальной ориентации.
В 1987 году Агнос был избран мэром Сан-Франциско, сменив на этом посту Дайанну Файнштейн, количество сроков правления которой подошло к концу. Оставался в этой должности до 1992 года. На период его мэрства пришлось землетрясение Лома-Приета.
В годы президентского правления Билла Клинтона (1993—2001) был главой министерства жилищного строительства и городского развития США 9-го региона, в который входят штаты Калифорния, Аризона, Невада и Гавайи.

## Личная жизнь
В браке с Шерри Хэнкинс имеет двух сыновей, одного из которых зовут Николас, в честь калифорнийского политика греческого происхождения Николаса К. Петриса, повлиявшего на становление карьеры Агноса.